# Chappes, Aube
Chappes är en kommun i departementet Aube i regionen Grand Est (tidigare regionen Champagne-Ardenne) i nordöstra Frankrike. Kommunen ligger  i kantonen Bar-sur-Seine som ligger i arrondissementet Troyes. År 2022 hade Chappes 356 invånare.

## Befolkningsutveckling
Antalet invånare i kommunen Chappes
Referens: INSEE

## Galleri

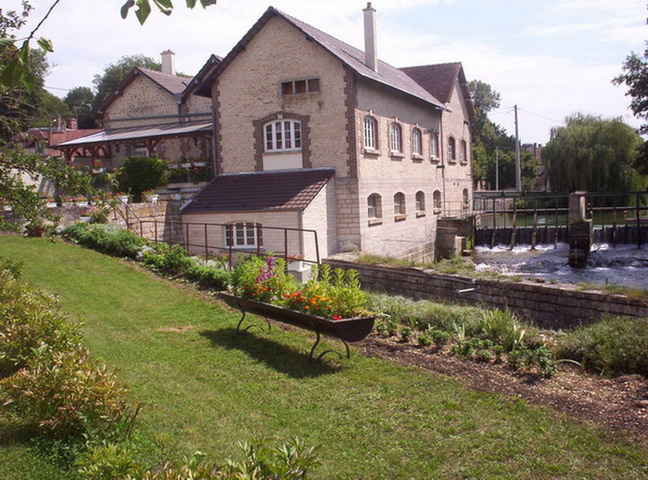
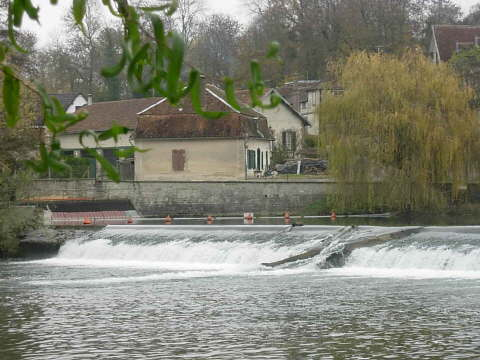
Seine
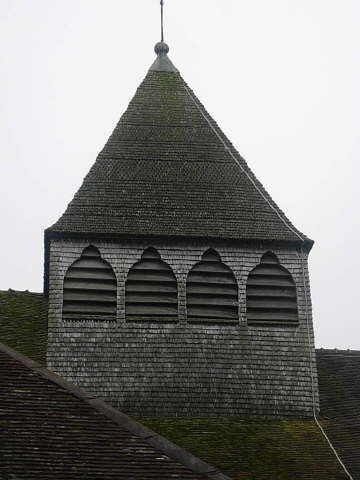
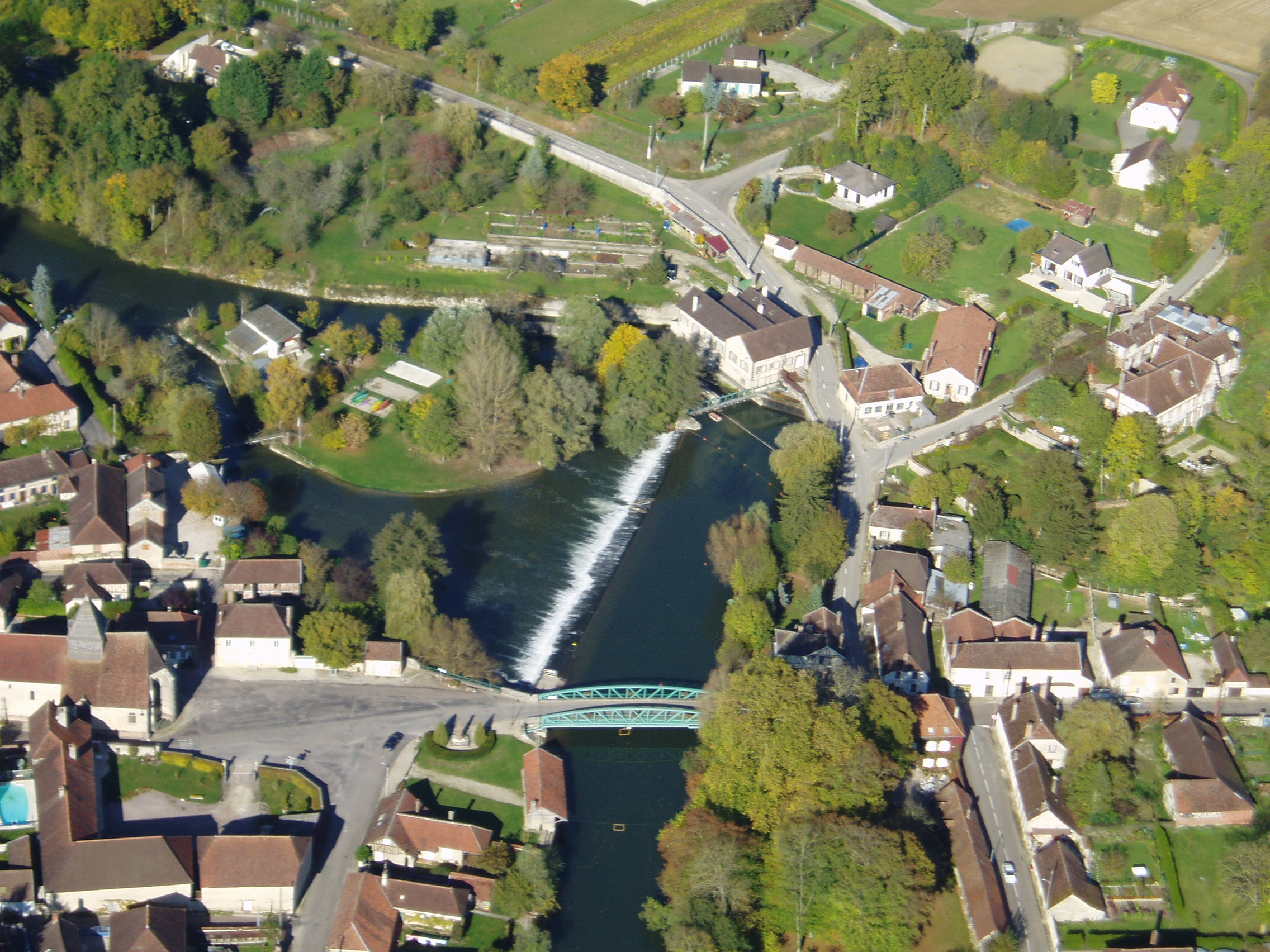
Vattenkraftverk